# Personnages de Monk

Cet article présente les personnages de la série policière Monk.

## Personnages principaux
| Nom                               | Interprété par      | Profession/statut                                                                                          | Saisons    | Saisons    | Saisons    | Saisons    | Saisons    | Saisons    | Saisons    | Saisons    |
| Nom                               | Interprété par      | Profession/statut                                                                                          | 1          | 2          | 3          | 4          | 5          | 6          | 7          | 8          |
| --------------------------------- | ------------------- | --- | ---------- | ---------- | ---------- | ---------- | ---------- | ---------- | ---------- | ---------- |
| Adrian Monk                       | Tony Shalhoub       | Ancien lieutenant de police / consultant                                                                   | Principal  | Principal  | Principal  | Principal  | Principal  | Principal  | Principal  | Principal  |
| Natalie Jane Davenport Teeger     | Traylor Howard      | Assistante d’Adrian Monk                                                                                   | N/A        | N/A        | Principale | Principale | Principale | Principale | Principale | Principale |
| Capitaine Leland Stottlemeyer     | Ted Levine          | Capitaine de police au département de police de San Francisco                                              | Principal  | Principal  | Principal  | Principal  | Principal  | Principal  | Principal  | Principal  |
| Lieutenant Randall "Randy" Disher | Jason Gray-Stanford | Lieutenant de police au département de police de San Francisco / Capitaine de police à Summit (New Jersey) | Principal  | Principal  | Principal  | Principal  | Principal  | Principal  | Principal  | Principal  |
| Sharona Fleming                   | Bitty Schram        | Infirmière et ancienne assistante de Monk                                                                  | Principale | Principale | Principale | N/A        | N/A        | N/A        | N/A        | Invitée    |

## Personnages secondaires

### Julie Teeger
Julie Teeger, interprétée par Emmy Clarke, est la fille de Natalie l'assistante d'Adrian Monk. Julie est apparue pour la première fois durant la troisième saison (épisode 10, Monk cherche une remplaçante) où elle aide Monk à sauver son poisson. Dans cet épisode elle a onze ans et elle étudie à l'Astora Elementary School. Depuis, Julie est réapparue dans plusieurs épisodes de la série, habituellement dans des rôles mineurs. Dans Monk en campagne, il est dit qu'elle étudiait au Collège Ashton.
- Dans l’épisode Monk fait la mode, Julian Hodge (Malcolm McDowell) invite Julie à participer à un spectacle de mode alors que Monk découvre qu'Hodge a tué les mannequins Clea Vance et Natasia Zorelle.
- Dans l’épisode Monk marque un point, Julie et ses amis de l'équipe de basket du lycée engagent Monk pour enquêter quand leur entraineur, Lynn Hayden, est retrouvée morte dans le vestiaire. Ils suspectent qu’il ne s’agit pas d’un accident. Natalie donne temporairement des leçons particulières à l'équipe, avec Monk comme qu'assistant.
- Julie joue un rôle critique dans l'épisode de la saison 6 Monk joue les papas, dans lequel Monk doit lui donner une leçon sur la sexualité.
- Dans l'épisode de la saison 6, Monk et le tueur de Julie, on apprend que Julie a son permis de conduire. Après le meurtre de deux Julie Teeger à San Francisco, la fille de Nathalie est la seule Julie Teeger de la ville.

### DrCharles Kroger
Dr Charles Kroger (interprété par Stanley Kamel) était le psychiatre aimé de Monk. Stanley Kamel est mort à l'âge de 65 ans en 2008 d'une crise cardiaque. En mai 2008, on a annoncé sur le site Web officiel de Monk que Hector Elizondo interprétera le nouveau psychiatre d'Adrian, en tant que le Dr Neven Bell.
Il est le plus tolérant de tous les amis d'Adrian Monk. Tandis que Monk s'engage dans une psychothérapie, il ne lui prescrit pas les ISRS, médicaments utilisés généralement par les psychiatres pour traiter le trouble obsessionnel compulsif, parce qu'Adrian n'aime pas les prendre. Quand il en avale dans l'épisode Monk pête les plombs, bien qu’il ait perdu plusieurs de ses phobies, il perd également sa capacité à résoudre les crimes. Le Dr Kroger a également (souvent involontairement) aidé Monk à résoudre plusieurs affaires. Dans l’épisode Monk change de psy, il a temporairement arrêté son travail après que sa femme de ménage fut assassinée, la police ayant suspecté qu'un de ses patients puisse être le coupable.
Il y a également eu plusieurs cas où le Dr Kroger fut la seule personne capable d'entrer en contact avec Monk dans des situations difficiles, comme quand Monk a été soumis à un lavage de cerveau par le gourou charismatique d’une secte, interprété par Howie Mandel, dans l’épisode Monk a un gourou. 
Il est indiqué dans le 15e épisode de la saison 3 que Kroger est marié et a des enfants (un fils), et qu'il est de confession juive. Dans le premier épisode de la cinquième saison (Monk et son double), Monk voulait prendre des sessions de thérapie durant toute la semaine. Kroger lui fait savoir qu'il n'aime pas travailler durant les week-ends afin de pouvoir passer de temps avec son épouse et son fils. Dans l'épisode Monk change de psy, il est révélé qu'il a une épouse, Madeline, et un fils adolescent rebelle, Troy, qui nie être leur enfant.
Kroger a une relation orageuse avec Troy, et a été forcé de faire un test de paternité trois fois à sa demande. Troy appelle ses parents par leurs prénoms et connait le lieutenant Randy Disher, probablement parce qu’il l’a arrêté dans le passé. Troy apparait plus tard dans l'épisode Monk part à la chasse au trésor dans la sixième saison. Dans cet épisode, alors qu’il fait du skateboard avec deux amis, il trouve une carte menant à ce qu'il pense être un trésor. Lui et ses amis demandent l’aide de Monk, disant qu’il s’agit d’un projet d'école. Monk accepte de les aider et localise l'endroit recherché. Cependant, Monk découvre plus tard qu'il a été dupé et demande à Troy de venir avec lui de nouveau là où le trésor a été enterré. Mais ils deviennent prisonniers de leur voiture qui est ensevelie pendant plusieurs heures. Vers la fin de l'épisode, Troy a une meilleure relation avec son père.
Avant le début de la saison 7, Stanley Kamel est mort soudainement d'une crise cardiaque, et la même explication a été utilisée pour expliquer son départ de la série. Monk a été tout naturellement affecté par sa mort, mais il est parvenu à se remettre du drame grâce à son nouveau psychiatre, le Dr Neven Bell.

### DrNeven Bell
Dr Neven Bell (Hector Elizondo) est le nouveau thérapeute d'Adrian durant la septième saison (Monk déménage). Ce personnage a été introduit dans le série après que Stanley Kamel, qui jouait le rôle du Dr Kroger, est mort d’une crise cardiaque entre la sixième et la septième saison. 
Bien que, au début, Adrian soit sceptique à propos de son nouveau thérapeute, le Dr Bell réussit à gagner sa confiance grâce à de petits gestes (il commence le rendez-vous à la seconde exacte, tel qu’elle était programmée, et il a comme eau en bouteille la marque préférée d'Adrian. Il possède aussi une peinture dans son bureau qui a précédemment appartenu au défunt Dr Kroger.
De plus, Natalie a précisé que le nom de Dr Bell (Neven) est un palindrome. Adrian, cependant, précise que ce n'est pas un palindrome parfait, puisque le premier N est écrit en majuscule.

### Dale «The Whale» Biederbeck
Dale « The Whale » Biederbeck est un personnage récurrent, apparaissant dans trois épisodes. Dans la première saison, il est interprété par Adam Arkin, par Tim Curry dans la saison 2 et Ray Porter dans la saison 6. Tous portent de gros costumes. Financier très riche et ayant beaucoup de relations, Biederbeck est arrogant, brillant et impitoyable. Adrian Monk déclare que Biederbeck possède la moitié de la ville de San Francisco. Il doit son surnom à son obésité morbide (provoquée en mangeant avec excès, censé être dû à la mort de sa mère). Dans ses premier et deuxième aspects, il pèse environ 800 livres (360 kilos), et il ne peut pas se lever du lit. Dans son troisième aspect, dans l’épisode Monk en cavale (1re partie) il a perdu assez de poids pour se déplacer en fauteuil roulant.
Lors de sa première apparition, dans l’épisode Monk a un adversaire de taille, Biederbeck est le suspect dans le meurtre d'un juge qui a publié un acte anti-trust coûteux contre lui. Plusieurs indices indiquent qu’il est le tueur, mais cela semble impossible parce qu'il est incapable de quitter sa chambre à coucher. Il est indiqué également dans cet épisode que Monk déteste Biederbeck parce qu’il a poursuivi sa défunte épouse Trudy et le quotidien où elle travaillait, après avoir écrit un article désavantageux le concernant (l'appelant le Genghis Khan du monde de la finance). Il est différent de beaucoup d'hommes riches, car Biederbeck évite la publicité. Il a poursuivi Trudy et le journal qui a édité l'article pour diffamation, même en sachant qu'il ne pourrait pas gagner, dans le seul but de la harceler. Les coûts légaux ont forcé Monk à vendre leur première maison. Puisque Trudy a été tuée peu de temps après, Monk pressent que Biederbeck a volé les dernières années de sa vie. Cependant, à la fin de l'épisode, Monk prouve que Biederbeck et son docteur personnel ont conspiré pour tuer le juge. 
Biederbeck réapparaît dans l’épisode Monk va en prison de la deuxième saison. Bien qu'il ait été condamné pour meurtre, il a un détenu qui est son domestique personnel, et il a des meubles luxueux et un téléviseur. Après qu'un prisonnier condamné à mort a été empoisonné moins d'une heure avant son exécution, les soupçons se portent sur Biederbeck, à qui l'homme mort lui devait 1 200 $. Lui et Monk savent que Biederbeck ne tuerait pas pour une si petite somme. Mais jusqu'à ce que le tueur soit attrapé, la prison refuse d'installer une fenêtre dans la cellule de Biederbeck. Il fait une proposition à Monk : trouver le tueur, et Biederbeck lui dira ce qu'il connait sur le meurtre de Trudy.
Quoique Sharona le conseille de refuser, Monk accepte. Après que Monk a résolu l'affaire, Dale révèle que Trudy était, contrairement à ce que Monk croyait, en effet la victime désignée. Il déclare également que Monk devrait rechercher un homme appelé Warrick Tennyson qui peut être trouvé à Manhattan, New York. Ceci donne à Monk son premier vrai indice sur la mort de Trudy. L'épisode finit sur une note sinistre, pendant que l'avion de Monk part pour New York, et Biederbeck regarde l’avion par sa fenêtre nouvellement installée.
Dans le premier épisode de la troisième saison, Monk retrouve Tennyson, lequel admet que la bombe était destinée à tuer Trudy ; il révèle à Monk que l'homme qui l'a engagé a une main à six doigts. Sharona et Monk sont surpris que Biederbeck leur dise la vérité. La raison devient claire dans l'épisode de deux parties Monk en cavale, où Monk enquête sur le meurtre de l'homme qui a engagé Tennyson. 
Biederbeck fait également une brève apparition dans le roman Mr. Monk Goes to Germany par Lee Goldberg. Monk téléphone à Biederbeck depuis l'Allemagne quand il suspecte que l’un des collègues de Dr Kroger, un psychiatre avec une main de six doigts, est l'homme qui a tué Trudy, puisque le docteur donnait une conférence à Berkeley dans la même semaine où Trudy a été tuée. Monk soupçonne Biederbeck d'être le meurtrier de sa femme. Biederbeck refuse de confirmer ou nier les soupçons de Monk, mais plus tard, Monk apporte la preuve que le docteur n'est pas l'assassin de Trudy.

### Benjamin «Benjy» Fleming
Benjamin « Benjy » Fleming est le fils de Sharona Fleming. Il a été incarné par l'acteur Kane Ritchotte dans le premier épisode et dans la deuxième saison, et par Max Morrow dans le reste de la première saison. Le changement d'acteur est expliqué par les domiciles des jeunes acteurs, Ritchotte vit sur la côte Ouest, où le premier épisode a été filmé (à Vancouver) avec la deuxième saison (Los Angeles), tandis que Max Morrow vit dans la côte Est où le reste de la première saison a été filmé (à Toronto). 
Benjy révèle qu’il veut devenir un auteur dans l’épisode Monk part en vacances. Il est par la suite revenu au New Jersey avec sa mère qui se remarie avec son père, Trevor Howe. 
Il est apparu dans le roman Mr. Monk and the Two Assistants de Lee Goldberg qui a été publié après que Sharona a quitté la série. Dans le roman, Sharona revient à San Francisco parce que son mari a été accusé de meurtre. Benjy et sa mère ont été mentionnés dans l’épisode Monk en cavale (1re partie), où ils ont envoyé des fleurs pour l'enterrement de Monk, présumé mort.

### Gertrude «Trudy» Anne Monk
Gertrude « Trudy » Anne Monk née Ellison (Melora Hardin) est la défunte épouse de Monk. Née à Los Angeles en 1962, elle a été admise à Ashton Preparatory School, et a été valedictorian en 1977 à l'âge de quinze ans. Elle n'a pas eu beaucoup de relations avec les garçons pendant ses études. Elle a obtenu son diplôme à l'Université de Californie à Berkeley ; elle y a rencontré son futur mari Adrian Monk alors qu'il travaillait à la bibliothèque. Adrian et Trudy se sont mariés le 8 août 1990.
En 1993, Trudy a été poursuivie en justice par Dale Biederbeck (surnommé Dale the Whale) parce qu'elle a écrit un article désavantageux sur lui, et en l’appelant le « Gengis Khan de la finance ». Biederbeck n’a pas pu gagner le procès, mais les Monk ont été forcés de vendre leur maison pour payer leur avocat. Biederbeck reste un adversaire important d'Adrian, à cause de ce qu’il a fait à son épouse. On révèle qu'il a eu un rôle dans la mort de Trudy. 
Selon Adrian, Trudy apprécie la poésie, marche souvent pieds nus et a tenu chaque promesse qu'elle a faite. Trudy a donné naissance à une fille, Molly Evans, le 2 janvier 1983, dont le père est le juge Ethan Rickover (à l'époque professeur à l'université). On lui a dit que sa fille est morte juste neuf minutes après l'accouchement. Monk, dans l’épisode final, découvre que cette dernière est en réalité vivante. Rickover et le personnel médical l'avaient cachée à Trudy.
Trudy Monk a été assassinée le 14 décembre 1997 avec une bombe contenant trois livres d'explosifs de Plastic (actionnées à l’aide d'un ampoule pour flash au magnésium alimentée par une pile de 22,5 volts) qui ont détoné sous le siège avant tandis qu'elle conduisait pour acheter des médicaments à Ambrose, le frère d'Adrian. Ce dernier se sent coupable de la mort de Trudy, et il n’a jamais contacté son frère pendant sept ans à cause de cela.
Dans l’épisode Monk à tâtons, Adrian révèle que Trudy a vécu vingt minutes après que la bombe a explosé. Ses derniers mots à un infirmier furent : "le pain et le beurre" (bread and butter en version originale), un message à Adrian qui signifie qu'elle ne le quittera jamais. 
La bombe a été construite par Warrick Tennyson. Tennyson a été engagé par un homme dont "une de ses mains a six doigts", sans pour autant pouvoir donner plus d'informations pour l'identifier. Adrian avait longtemps cru qu’il était la cible et que Trudy était juste une victime innocente. La culpabilité intense a contribué à intensifier sa dépression nerveuse, ses troubles obsessionnels et ses phobies bizarres. Dans l’épisode Monk va en prison, Biederbeck révèle que le véhicule piégé a été réellement prévu pour elle. En découvrant que Trudy était la vraie cible, Adrian s'est vu affecté par cette nouvelle. Dans l’épisode Monk oublie tout, Adrian essaye de trouver cet homme à six doigts en achetant une image de lui mais l'image s'avère être truquée. Dans l’épisode Monk et sa femme, Natalie surprend une femme qui ressemble à Trudy. Elle déclare qu’elle a simulé sa propre mort pour protéger Adrian. Adrian commence à croire que ceci pourrait être vrai, mais à la fin il découvre que la femme les a trompés afin d'obtenir une clef appartenant à Trudy. Dans l’épisode Monk ne ferme plus l'œil, Adrian voit une femme brésilienne qu'il suit dans plusieurs rues sans aucune raison apparente. À la fin de l'épisode, on apprend que la femme a reçu une greffe de cornée, le donneur s'avérant être Trudy.
Dans le dernier épisode de la sixième saison Monk est... Leland Rodriguez - Partie 2, Monk trouve l’homme qui a demandé à Warrick Tennyson de construire la bombe : il s’appelle Frank Nunn. Malheureusement, il est tué par un policier corrompu engagé par Dale the Whale afin d'incriminer Monk. Vers la fin de l'épisode, Adrian confronte Dale en lui indiquant que la police a recherché la maison de Nunn, a découvert quelques vieilles lettres de celui-ci et que ce dernier a été engagé par un homme appelé The Judge (en version originale). Adrian croit que Dale connaît son identité, mais jusqu'ici Dale n'avait révélé aucune information supplémentaire. Plus tard dans la série, on apprend que le véritable assassin de Trudy est en réalité Rickover.

### Ambrose Monk
Ambrose Monk, joué par John Turturro, est le frère d'Adrian Monk. Il souffre d'agoraphobie. Il est vu dans trois épisodes : Monk et les trois tartes, Monk rentre à la maison et La 100e enquête de Monk. Ambrose rédige des manuels pour différents produits de consommation dans les nombreuses langues qu'il a apprises en autodidacte. Grâce à son travail, il a gagné cinq prix, mais n'a jamais pu les récupérer, faute de pouvoir sortir de chez lui.  
Il s'accuse de la mort de l'épouse d'Adrian, Trudy, assassinée par une bombe posée sous le siège avant de sa voiture, car elle était sortie pour lui acheter ses médicaments. Ambrose a évité tout contact avec Adrian pendant sept années après le drame.
Quand Adrian et Ambrose étaient enfants, ils partageaient un lien fort avec leur père. Ceci est peut-être dû à ses règles strictes, comme l'ordre de ne jamais entrer dans son bureau. Depuis le départ de leur père, Ambrose ne laisse personne y entrer, pas même son frère. Depuis que Monk a rencontré son père, Ambrose est hanté par l'idée de son retour, au point de préparer une assiette supplémentaire pour lui chaque soir. Adrian, quant à lui, est persuadé que son père ne reviendra pas. Cependant, celui-ci revient et laisse un mot sur la porte d’entrée d'Ambrose. Adrian et Ambrose, qui se trouvaient dans une ambulance à ce moment-là, parce qu'ils croyaient qu'Ambrose avait été empoisonné, ont manqué le rendez-vous avec leur père. Dans le mot, leur père félicitait Ambrose d’avoir pu quitter finalement la maison familiale. Ambrose a quitté la maison à deux autres reprises : quand il a été obligé, à cause d’un incendie, et quand il a visité la tombe de Trudy (dans le même épisode).
Dans la 100e enquête de Monk, il apparaît dans un documentaire sur Adrian, dans lequel il dit que son frère a gardé la famille soudée après que leur père les a abandonnés. Il respecte considérablement la capacité de son frère de faire face au monde extérieur. 
La relation entre Adrian et Ambrose peut être vue comme parallèle à la relation entre Sherlock Holmes et son frère Mycroft, car Ambrose est reconnu être plus intelligent que son frère mais il est loin du monde extérieur. Dans le cas de Mycroft, il est loin du monde extérieur car c’est sa propre nature sédentaire plutôt que l'agoraphobie dans le cas d’Ambrose.

### Jack Monk
Jack Monk, joué par Dan Hedaya, est le père de Monk. Il apparaît dans l'épisode Monk prend la route. Jack, le père d'Ambrose et d’Adrian Monk, a abandonné sa famille tout en sortant pour acheter de la nourriture chinoise. Adrian avait seulement huit ans quand il les a abandonnés. L’absence de leur père est apparemment ce qui a aggravé leurs maladies psychologiques. Après être parti, Jack n’a pas réapparu pendant plus de quarante ans. Pendant ce temps il a eu encore un autre fils, Jack Jr, âgé de 31 ans. Jack a dit à Monk que son demi-frère est un génie (mais il admet plus tard que Jack Jr est un bouffon sans emploi qui fume de la marijuana toute la journée). Jack fait finalement une apparition inaperçue à la porte d'Ambrose pour lui laisser une note de félicitations pour avoir finalement réussi à sortir de la maison (Ambrose était conduit à l'hôpital dans une ambulance, croyant qu’il était empoisonné).
Très peu de choses sont connues sur lui. Il est révélé par Adrian dans l'épisode mentionné ci-dessus que Jack écrit des livres d'école (semblable à son autre fils, Ambrose), ce qui dénote un certain niveau d'éducation. Peu d'explications ont été données sur la façon dont il a arrêté ce travail. 
Quand Jack réapparaît, il travaille à Midland, Texas, dans une compagnie de camionnage et il a été arrêté à San Francisco. Il a été arrêté et emprisonné pour avoir poussé le policier qui l'avait arrêté. Monk a payé sa caution, et il est parti avec lui.
Bien que Jack Monk soit désagréable et erratique, il est également tout à fait intelligent, probablement qu'Ambrose et Adrian ont hérité au moins certaines de leurs aptitudes mentales prodigieuses de leur père.

### Jack Monk, Jr.
Jack Monk Jr. (joué par Steve Zahn) est le demi-frère de Monk. Jack Monk Jr. a rencontré Monk après qu'il fut arrêté et emprisonné pour avoir essayé de vendre des voitures ne lui appartenant pas. Il s'est échappé de la prison, mais a ensuite été arrêté pour meurtre. Jack est allé chez son demi-frère Adrian dans l’espoir qu'il pourrait l'innocenter.
Jack Monk Jr. semble être un menteur pathologique, et jure souvent qu'il dit la vérité. Monk a pu l’innocenter, mais il est retourné en prison.
À la fin de l'épisode Le demi-Monk, il est suggéré que Jack Monk Junior a dérobé les clefs des menottes au lieutenant Disher.

## Personnages récurrents

### Maria Disher
Maria Disher est la mère du lieutenant Disher. Dans l’épisode Monk et madame, de la deuxième saison, elle épouse Dalton Padron, plus jeune qu'elle, qui s'avèrera être un meurtrier.

### Harvey Disher
Harvey Disher est le défunt oncle du lieutenant Disher qui meurt dans l’épisode Monk à la ferme de la cinquième saison.

### Kevin Dorfman
Kevin Dorfman (Jarrad Paul) est le bavard voisin du dessus de Monk jusqu'à l’épisode Abracadamonk dans lequel il est assassiné. On le voit souvent en train de cuisiner avec Monk. Il apparait pour la première fois dans Monk et le livreur de journaux (deuxième saison) où il gagne 43 millions $ à la loterie, bien que sa petite amie ait essayé de lui cacher la chose afin de lui voler la somme. Cependant, il perd tout dans de mauvais investissements. Il est un expert-comptable et a deux sœurs. Kevin a travaillé dans un café-restaurant à Aspen dans l'État du Colorado. Dans Monk passe à la télé, Kevin accompagne et assiste à la place de Sharona le détective lorsque le beau-père de ce dernier lui demande d’enquêter sur un cas de tricherie dans une émission de jeu télévisé. Également magicien amateur, il est tué par étranglement la nuit de ses débuts professionnels dans l'épisode Abracadamonk.

### Maxima & Jared Stottlemeyer
Maxima "Max" et Jared Stottlemeyer sont les deux fils du capitaine Stottlemeyer, ami et collègue d'Adrien Monk. Dans Monk et la femme du capitaine, ils vont dîner dans un fast-food avec Adrian. Dans Monk Rock n'Roll, Jared se rend à un festival rock'n'roll au cours duquel un chanteur est tué.

### Dwight Ellison
Dwight Ellison (Bob Gunton) est le père de Trudy, un producteur, et le président exécutif du comité de surveillance d'un jeu télévisé très populaire.

### Marcia Ellison
Marcia Ellison est la mère de Trudy. Elle révèle à Monk dans l’épisode Monk passe à la télé, qu’elle n’a pas pu entrer dans la chambre à coucher de Trudy pendant deux ans et demi après sa mort.

### Molly Evans
Molly Evans est la fille illégitime que Trudy a eue dans sa liaison avec le juge Ethan Rickover. Elle est née le 2 janvier 1983, mais a été enlevée à sa mère immédiatement après sa naissance par la sage-femme Wendy Stroud, à la demande de Rickover. Trudy pensait que le bébé était mort neuf minutes après sa naissance. Stroud a ensuite affirmé avoir trouvé Molly abandonnée dans un terrain de jeu et l'avoir emmenée dans un orphelinat. Elle est finalement adoptée par une famille et devient critique de cinéma pour la fiction East Bay Chronicle. Adrian Monk fera ensuite sa connaissance.
Dans le téléfilm Monk, le retour, on apprend qu'elle s'est beaucoup occupée de Monk durant la pandémie de Covid-19. En échange, l'ancien policier veut lui payer son mariage avec Griffin Briggs. Mais ce dernier meurt par accident. Mais Molly est persuadée qu'il s'agit d'un meurtre organisé par Rick Eden, un milliardaire sur lequel Griffin enquêtait. Monk va alors s'occuper de l'affaire.

### Gail Fleming
Gail Fleming (Amy Sedaris) est la plus jeune sœur de Sharona. Elle est actrice. Elle est apparue la première fois dans l’épisode Monk et le tremblement de terre, où Sharona, Benjy et Monk restent à sa maison après un petit tremblement de terre. Sa deuxième apparition se fait dans l’épisode Monk va au théâtre. Dans cet épisode, elle est arrêtée pour meurtre ; sa mère demande à Monk d’enquêter.

### Harold J. Krenshaw
Harold J. Krenshaw est un habitant de San Francisco. Il est marié et a un fils. Il souffre de troubles psychologiques comme en témoigne son aversion pour Monk, son narcissisme ainsi que son vertige, qui semble disproportionné : dans Monk & Frisco Fly, on apprend qu'il a eu le vertige quand son thérapeute le Dr Kroger a installé un tapis plus épais dans son cabinet.
À leurs nombreuses rencontres dans la salle d'attente du cabinet du Dr Kroger, Monk et Harold semblent se vouer une rivalité sans limite, voulant prouver qu'ils font chacun de leur côté des meilleurs progrès, tout en régressant face à leur dépendance avec le Dr Kroger. Ainsi, l'un ou l'autre prend très mal le fait que son rival a plus de séances dans la semaine, qu'il puisse rencontrer le docteur en dehors du cabinet, etc.
Krenshaw siège par ailleurs au Conseil scolaire de l'école de son fils, qui est également l'école de Julie Teeger, et a fait campagne contre Natalie, qui perdit de plusieurs voix, dans Monk en campagne. Il fait la connaissance d'Adrian Monk dans Sharona perd la tête, dans la salle d'attente du Dr Kroger, et tous deux se disputent sur le rangement des magazines sur le présentoir du cabinet, alors que Sharona est en consultation pour des problèmes psychologiques de types hallucinatoires, pertes de mémoire, etc. (qui s'avéreront montés de toutes pièces). Dans Monk change de psy, alors que Harold est contraint de changer de psychiatre, le Dr Kroger désirant s'arrêter de travailler après que sa femme de ménage, Teresa Muller, fut assassinée, il se rend chez le Dr Kroger, tout comme l'a fait Monk, et fait face à Adrian Monk depuis la fenêtre d'en-face, l'insultant, lui demandant de partir jusqu'à ce que l'on jeta une pierre à travers la pièce. Il est sans cesse en compétition avec Monk.
Par ailleurs, Harold Krenshaw apparaîtra dans les neuf épisodes suivants, par ordre chronologique :
- Sharona perd la tête(ep.6,s.3), où Harold fait la connaissance de Monk dans la salle d'attente de Charles Kroger.
- Monk en campagne(ep.15,s.3), où Harold s'oppose à Natalie lors de l'élection des parents représentants de l'école de Julie, et où il la devancera de plusieurs voix.
- Monk change de psy (ep.7,s.5), où, lors d'une énième dispute avec son adversaire Monk, le Dr Kroger découvre que sa femme de ménage Teresa Muller est assassinée. Kroger décide alors de s'arrêter de travailler car il pense que, étant certainement un de ces patients qui a tué Teresa, il était en partie responsable ; il décide de partir en retraite et d'écrire un livre.
- Monk & Frisco Fly (ep.7,s.6), où son cousin Joey tente de l'assassiner en le déguisant en Frisco Fly, un super-héros, l'endormant et le faisant tomber du haut d'un immeuble. Il devient donc l'idole de tout San Francisco, ce qui fait enrager Monk.
- La 100e Affaire de Monk (ep.7,s.7) : alors qu'un reportage est diffusé en l'honneur de Monk pour la résolution de sa centième affaire, Harold fait une brève apparition et ne peut qu'être dégoûté par l'attention que l'on porte au célèbre détective.
- Monk retombe en enfance (ep.8,s.7), où, grâce à l'hypnose, il semble totalement libéré de ses troubles psychologiques. Jaloux, Monk tente la même expérience mais elle échoue : il adopte le comportement d'un enfant de sept ans (d'après le Dr N. Bell, il revit son enfance telle qu'il aurait voulu qu'elle fut et non pas comme elle l'a été, triste et insensible), et ne résout plus aucune affaire.
- Monk fait de la résistance (ep.16,s.7), où le conseil municipal décide de faire détruire le parking où Trudy est morte afin d'y bâtir un square pour les enfants. Mais la Conseillère Municipale Eileen Hill, qui aurait désiré changer son vote en faveur de Monk, est retrouvée morte. Au grand dam de Monk, il se trouve que l'un des autres conseillers est Harold.
- Un tueur nommé Monk - Monk est un dur (ep.4,s.8) : Alors qu'un grand malfrat de San Francisco nommé Franck DePalma, sosie parfait de Monk, est renversé par un bus, on demande à Monk de prendre sa place afin de faire tomber tout le réseau, qui y prend goût. Il est reconnu par Harold, qui l'interpelle par son nom. Monk, dans son rôle, lui répond qu'il fait erreur. Harold insiste et Adrien alias Franck le bouscule violemment.
- La Nouvelle Thérapie de Monk (ep.8,s.8) : Harold intègre une nouvelle thérapie de groupe du Dr N. Bell avec Adrian, où tous les patients se font assassiner les uns après les autres.

### Cheryl Fleming
Cheryl Fleming (Betty Buckley) est la mère de Sharona et de Gail Fleming. Quand son mari Douglas mourut, elle éleva seule ses deux filles. Elle rend visite à Sharona dans l’épisode Monk va au théâtre, au moment même où Gail est arrêtée pour meurtre. Elle engage Monk pour enquêter sur l'affaire, ce qu'il fait par la suite, bien qu’à contrecœur. Elle a cru que Sharona était détective, et Monk, son assistant.

### Linda Fusco
Linda Fusco (Sharon Lawrence) est l’ex-petite amie de Leland Stottlemeyer et une marchande d'immobiliers. Les deux ont commencé leur relation peu de temps après qu'elle engageait Monk pour enquêter sur les dommages de sa voiture dans Monk à son compte, et elle a même trouvé un nouvel appartement pour Stottlemeyer. Les deux ont continué à se voir, mais leurs rencontres ont été souvent interrompues. Leur relation se termine après que Monk a prouvé qu’elle était la meurtrière de son ancien associé dans Monk briseur de ménage, laissant Stottlemeyer se demandant si leur relation était vraie ou simplement quelque chose qu'elle avait prévue dès le début. À la fin de l'épisode, il jette quelque chose dans l'océan, suggérant qu’il s’agit d’une bague.

### Trevor Howe
Trevor Howe (Frank John Hughes et David Lee Russek) est l'ex-mari de Sharona et le père de Benjy du New Jersey. Il est apparu dans deux épisodes : Monk face au tueur endormi et Sharona perd la tête. Dans sa première apparition, il se pointe à la maison de Sharona pour l'anniversaire de Benjy, et semble être devenu un homme différent. Benjy est heureux d'avoir un père, qui est l'une des raisons qui a poussé Sharona à ré-épouser son ex-mari et à retourner dans le New Jersey avec lui. Dans sa deuxième apparition, Sharona demande à Trevor de prendre Benjy, effrayée parce qu’elle croit perdre sa santé mentale. Il réapparaît dans le roman Mr. Monk and the Two Assistants, ayant été arrêté pour meurtre.

### Karen Stottlemeyer
Karen Stottlemeyer (Glenne Headly) est l'ex-femme de Leland Stottlemeyer et la mère de leurs deux enfants, Jared et Maxima. Elle filme également des documentaires. Elle apparaît pour la première fois dans Monk et le centenaire, où elle prie son mari d’enquêter sur la mort d'un vieil homme. Elle réapparaît plus tard dans Monk et la femme du capitaine, où elle est temporairement entrée dans un coma après avoir été heurtée par un camion de remorquage dans sa voiture. Elle est aussi apparue dans l’épisode Monk est renvoyé, où elle filme un documentaire au Département de Police de San Francisco. Dans Monk et le mari trompé, Leland croit qu’elle a un amant. En réalité elle a rencontré un avocat afin de préparer son divorce. Elle a une sœur.

### Trudy «T. K.» Jensen Stottlemeyer
Trudy « T. K. » Jensen Stottlemeyer (Virginia Madsen) est l’amie de capitaine Stottlemeyer dans la huitième saison. Elle est apparue la première fois dans l’épisode Happy Birthday, Mr. Monk (8.09) et elle épouse Stottlemeyer dans Mr. Monk is the Best Man (8.13) après une brève reconsidération. Elle a fait une brève apparition dans l’épisode final de la série, Mr. Monk and the End - Part II (8.16).

### Mitch Teeger
Le Lieutenant-Commandant Mitch Teeger est le défunt mari de Natalie. Il était pilote d'avion de chasse dans l'US Navy. Il a trouvé la mort durant la guerre du Kosovo et il avait abandonné ses hommes, les laissant sans radio ni rations de nourriture, comme le dévoile Natalie dans Monk en campagne.